# Marion Ashmore
Marion Charles Roger Ashmore (* 9. Juli 1899 in Illinois, USA; † 26. Februar 1948 in Aberdeen, Washington) war ein US-amerikanischer American-Football-Spieler. Er spielte als Offensive Tackle und Defensive Tackle in der National Football League (NFL) bei den Milwaukee Badgers, Duluth Eskimos und den Green Bay Packers.

## Laufbahn
Marion Ashmore wuchs in Aberdeen auf und studierte von 1922 bis 1924 an der Gonzaga University. Bei den „Gonzaga Bulldogs“ spielte er in den Jahren 1922 und 1923 American Football. Er wurde sowohl in der Offense, als auch in der Defense seiner Mannschaft eingesetzt. Im Jahr 1923 fungierte er als Mannschaftskapitän seines College-Teams. Während seiner Spielzeit bei den Bulldogs verpasste er keine einzige Spielminute.

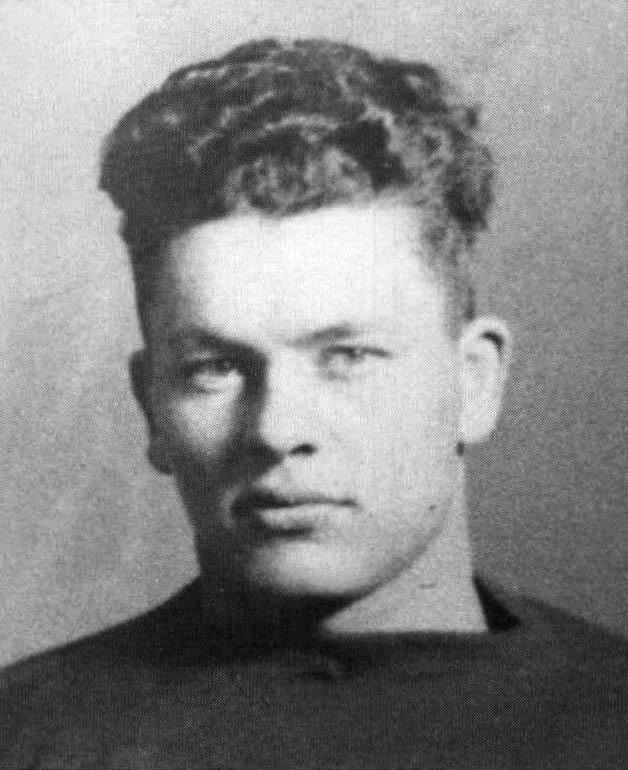
Curly Lambeau

Im Jahr 1926 schloss sich Ashmore den Milwaukee Badgers an. Ein Jahr später wechselte er zu den von Ernie Nevers trainierten Duluth Eskimos. 1928 wurde er von den Green Bay Packers verpflichtet, die von Curly Lambeau betreut wurden. Den Packers gelang es vor der Saison 1929 sich entscheidend zu verstärken. Spitzenspieler wie Cal Hubbard, John McNally oder Mike Michalske konnten an das Team gebunden werden. Ashmore konnte in diesem Jahr mit seiner Mannschaft die NFL Meisterschaft gewinnen. Die Packers schlossen die Saison ohne Niederlage ab. Nach dieser Spielrunde beendete Ashmore seine Laufbahn.

## Ehrungen
Marion Ashmore wurde 1928 zum All-Pro gewählt. Er ist Mitglied in der Gonzaga University Hall of Fame.